# Exocentrus diversiceps
Exocentrus diversiceps es una especie de escarabajo longicornio del género Exocentrus, categorizada en la tribu Exocentrini, de la subfamilia Lamiinae. Fue descrita por Pic en 1931.

## Descripción
Mide 5-8 mm de longitud.

## Distribución
Se distribuye por Bután, China, India, Laos, Nepal, Tailandia y Vietnam.